# Friedrich Becke (Mineraloge)

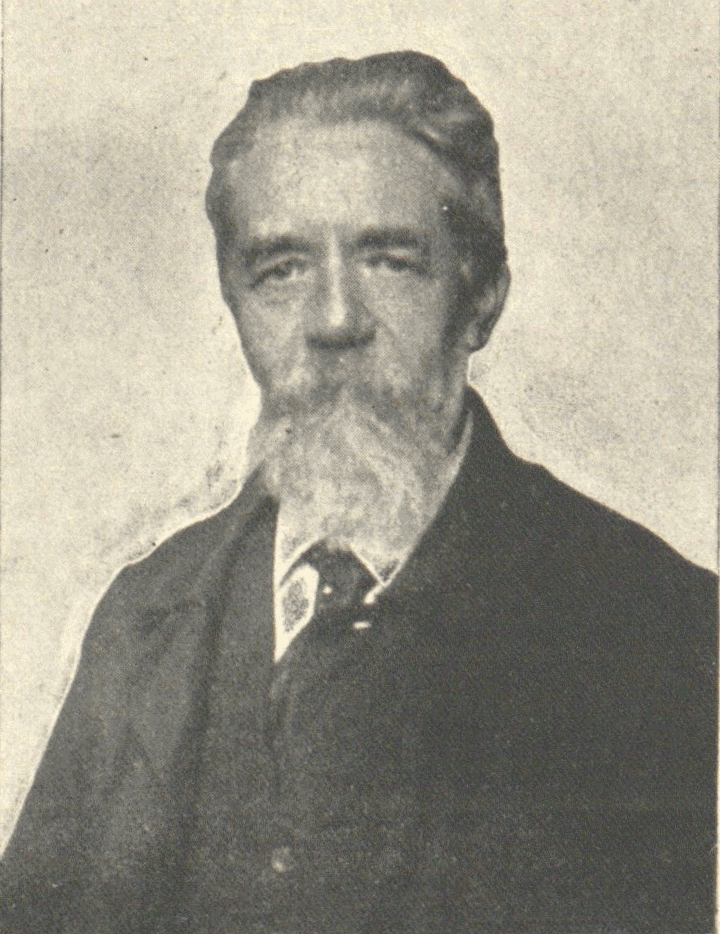
Friedrich Becke
(von Isidor Harkányi, Sport & Salon 1922)

Friedrich Johann Karl Becke (* 31. Dezember 1855 in Prag; † 18. Juni 1931 in Wien) war ein österreichischer Mineraloge und Petrograph.

## Leben
Friedrich Johann Karl Becke wurde am 31. Dezember 1855 als Sohn des Buchhändlers Friedrich Becke in Prag geboren.
1874 begann er sein Studium der Mineralogie an der Universität Wien, wo er 1878 Assistent von Gustav Tschermak wurde und sich im Winter 1880/81 im Fach Petrographie habilitierte. Eine enge Freundschaft verband ihn mit seinem Kommilitonen Maximilian Schuster, dessen jüngere Schwester Wilhelmine (Minna, Mina; * 27. Dezember 1859) er 1882 heiratete.
1882 kam er als außerordentlicher Professor für Mineralogie an die Franz-Josephs-Universität Czernowitz in der Bukowina, wo er später Ordinarius wurde. 1890 wechselte er an die deutsche Karl-Ferdinands-Universität zu Prag. 1898 kehrte er zu seinem alten Lehrer Tschermak an die Universität Wien zurück, wo er die Nachfolge von Albrecht Schrauf antrat und 1899 Herausgeber von Tschermaks „Mineralogischen und Petrographischen Mitteilungen“ wurde. Als Tschermak 1906 ausschied, übernahm Becke die Leitung seines Institutes, dem er bis 1927 vorstand. In den Jahren 1918/19 war er Rektor der Universität Wien und sorgte für deren Überleben in den Zeiten des Umsturzes am Ende des Ersten Weltkrieges. Von 1911 bis 1929 war er Generalsekretär der Österreichischen Akademie der Wissenschaften. Er gilt als Erfinder einer Bestimmungsmethode für Mineralien aufgrund ihrer optischen Eigenschaften und der „Beckeschen Linie“.
Becke wurde 1885 zum Mitglied der Leopoldina und 1904 zum Mitglied der Göttinger Akademie der Wissenschaften gewählt. 1930 erhielt er die Eduard-Sueß-Gedenkmünze. 1912 wurde er als korrespondierendes Mitglied in die Russische Akademie der Wissenschaften aufgenommen. 1913 wurde er zum korrespondierenden Mitglied der Bayerischen Akademie der Wissenschaften gewählt. Seit 1914 war er korrespondierendes Mitglied der Académie des sciences und seit 1920 der Preußischen Akademie der Wissenschaften.
Mit Friedrich Martin Berwerth gründete er die Wiener Mineralogische Gesellschaft (ab 1946 Österreichische Mineralogische Gesellschaft), deren Friedrich-Becke-Medaille ihm zu Ehren benannt ist.

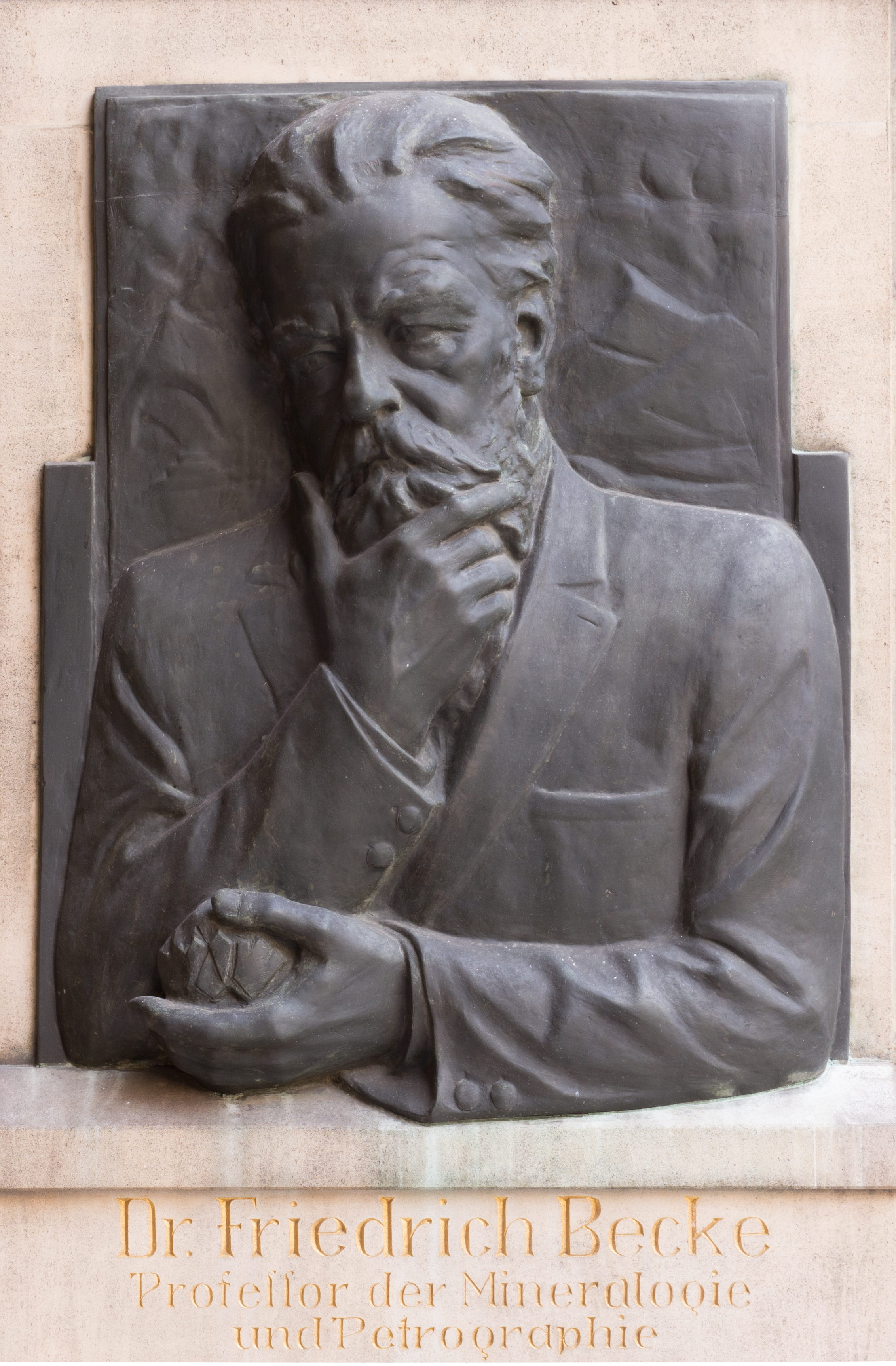
Bronzerelief im Arkadenhof der Universität Wien

Bereits im Jahre 1905 benannte Josef Morozewicz das Kalzium-Lanthan-Silikat Beckelith „…zu Ehren des Herrn Prof. Friedrich Becke in Wien, dessen hervorragende wissenschaftliche Verdienste auf dem Gebiete der Kristallographie und Mineralogie in den weitesten Kreisen der Anhänger unserer Wissenschaft wohl bekannt sind“.
Beckelith erwies sich als identisch mit dem bereits 1901 entdeckten Britholith und wurde im Jahr 2006 von der Commission on new Minerals, Nomenclature and Classification (CNMNC) der International Mineralogical Association (IMA) als Mineral diskreditiert.
Es dauerte nur drei Jahre, bis eine Gruppe von Mineralogen der Universität Wien einen Ausgleich schuf. Sie benannten das von ihnen im Jahr 2009 in der Vulkaneifel entdeckte Ringsilikat aus der Milaritgruppe nach dem alten Rektor ihrer Universität und ehemaligen Leiter ihres Institutes Friedrich Becke Friedrichbeckeit.
Becke wurde auf dem Weidlinger Friedhof bei Wien begraben.